# Фольваркі (Підкарпатське воєводство)
Фольваркі (пол. Folwarki) — село в Польщі, у гміні Чесанів Любачівського повіту Підкарпатського воєводства.
Населення — 172 особи (2011).
У 1975-1998 роках село належало до Перемишльського воєводства.

## Демографія
Демографічна структура станом на 31 березня 2011 року:
|          | Загалом | Допрацездатний вік | Працездатний вік | Постпрацездатний вік |
| -------- | ------- | ------------------ | ---------------- | -------------------- |
| Чоловіки | 86      | 26                 | 50               | 10                   |
| Жінки    | 86      | 16                 | 51               | 19                   |
| Разом    | 172     | 42                 | 101              | 29                   |